# Фуртадо, Франсишку
Франсишку Перейра Фуртадо (порт. Francisco Pereira Furtado; 1958, Санта-Катарина, Острова Зелёного Мыса) — ангольский генерал, политик и бизнесмен кабо-вердианского происхождения, видный деятель МПЛА. Участник гражданской войны, в 2006—2010 — начальник генерального штаба вооружённых сил Анголы. С 2021 — госминистр и начальник службы безопасности президента. Считается доверенным силовиком президента Лоренсу.

## В гражданской войне
Родился в католической семье из Санта-Катарины кабо-вердианского острова Сантьягу. Учился в салезианской религиозной школе. В детстве перебрался с Островов Зелёного Мыса в другую португальскую колонию — Анголу.
Осенью 1974, после Португальской революции, положившей начало процессу деколонизации, Франсишку Фуртадо примкнул к марксистскому движению МПЛА. Был включён в личную охрану министра информации перехордного правительства Мануэла Руя, затем — лидера МПЛА и первого президента НР Ангола Агостиньо Нето. С ноября 1975 служил в генеральном штабе правительственной армии ФАПЛА. Прошёл офицерскую подготовку на Кубе (1976—1979) и в СССР на курсах «Выстрел» (1983).
В 1980—1990-х Франсишку Фуртадо активно участвовал в ангольской гражданской войне на стороне правительства МПЛА. Воевал против антикоммунистического повстанческого движения УНИТА. Служил в оперативном управлении генштаба, командовал стрелковой дивизией, 9-м и 5-м военными округами, военными зонами провинций Бие и Маланже, Южным фронтом. После гибели лидера УНИТА Жонаша Савимби состоял в правительственной делегации на переговорах о прекращении войны и политическом урегулировании.

## В армейском командовании
Франсишку Фуртадо полностью разделял коммунистическую идеологию МПЛА 1970—1980-х, однако вполне принял идеологическую переориентацию президента Жозе Эдуарду душ Сантуша, отказ от марксизма-ленинизма в начале 1990-х. Он оставался в составе высшего командования вооружённых сил Анголы (ФАА). С 2003 по 2006 возглавлял оперативное управление генштаба, в 2005—2008 руководил процессом послевоенного разминирования. В 2006 в звании генерала армии был назначен начальником генерального штаба ФАА (сменил Агостиньо Нелумба); одновременно возглавил военную комиссию по урегулированию конфликта в Кабинде.
В то же время отношения генерала Фуртадо с президентом душ Сантушем отличались сложностью и напряжённостью. Душ Сантуш был недоволен коммерческими связями Фуртадо на его исторической родине, инвестированием телекоммуникационных бизнес-проектов в Кабо-Верде, закупок для ФАА через фирмы с кабо-вердианским участием. Генерал Франсишку Фуртадо и начальник разведки генерал Фернандо Миала составляли силовой центр, конкурирующий с влиятельным генералом Мануэлом Виейрой, известным под прозвищем Копелипа — начальником военной канцелярии, службы безопасности душ Сантуша и президентского инвестиционного бюро.
В 2006 душ Сантуш распорядился уволить и арестовать Миалу, причём оформить увольнение был приказано Фуртадо как начальнику генштаба. В 2010 Фуртадо был отстранён с поста начальника генштаба (назначен Жералду Сашипенгу Нунда, бывший политкомиссар ФАЛА — вооружённых сил УНИТА).

## В президентской службе безопасности
В 2017 году президентом Анголы стал Жуан Лоренсу. Вопреки первоначальным ожиданиям, новый глава государства повёл жёсткую кампанию против прежнего правящего клана. Практически сразу был снят со всех постов генерал Копелипа, государственным министром — начальником президентской безопасности назначен генерал Педру Себаштьян. Спустя три с половиной года, 31 мая 2021, при обострении конфликта Лоренсу с выдвиженцами душ Сантуша, на этот пост вместо «нейтрального» Себаштьяна был назначен Франсишку Фуртадо. Службу разведки и госбезопасности SINSE возглавил Фернандо Миала. Министром внутренних дел стал генерал Эужениу Лаборинью. Эти и несколько других кадровых назначений были восприняты как укрепление силового контроля Лоренсу.
В программном заявлении генерал Фуртадо заявил о намерении «усилить строгость» в деятельности органов госбезопасности. В преддверии выборов 2022 Фуртадо обвинял оппозиционную партию УНИТА в «создании атмосферы запугивания под видом подозрений в мошенничестве», а также в «нарушении мира и гармонии». Такая позиция соответствовала его более ранним заявлениям о «защите моральных ценностей от разрушительного социального поведения». Сам генерал Фуртадо подчёркивает своё религиозное салезианскоре воспитание, склонность «уважать, любить и прощать».
Также Фуртадо критиковал душ Сантуша и его политическое наследие — что соответствовало антикоррупционным разоблачениям, инициированным президентом Лоренсу. По словам Фуртадо, душ Сантуш принимал свои решения под негативным внешним влиянием, что «в последний период вело к полной катастрофе». Примером такого рода он называет преследование генерала Миалы. После смерти душ Сантуша на траурной церемонии Фуртадо с уважением отозвался о его вкладе в историю Анголы, но резко отозвался о членах семьи покойного экс-президента.
Назначение Франсишку Фуртадо главой службы безопасности президента совпало с резким ухудшением экономического положения и обострением социально-политической ситуации. Угроза властям исходит не только и не столько от парламентской оппозиции, сколько от внесистемного брожения в низах. Наиболее жёсткая риторика Фуртадо, включая прямые угрозы, адресована носителям «криминогенности» — внеправового социального протеста.